# Saison 2022-2023 des Warriors de Golden State
La saison 2022-2023 des Warriors de Golden State est la 77e saison de la franchise en NBA et la 61e dans la région de la baie de San Francisco.

## Draft
| Tour | Choix | Joueur              | Poste | Nationalité | Provenance                 |
| ---- | ----- | ------------------- | ----- | ----------- | -------------------------- |
| 1    | 28    | Patrick Baldwin Jr. | F     | États-Unis  | Panthers de Milwaukee (en) |
| 2    | 51    | Tyrese Martin       | SG    | États-Unis  | Huskies du Connecticut     |
| 2    | 55    | Gui Santos          | F     | Brésil      | Minas Tênis Clube          |

## Matchs

### Summer League
| Summer League Total: 1-7 |

| Match | Date match | Équipe      | Score    | Meilleur marqueur           | Meilleur rebondeur  | Meilleur passeur   | Lieux Spectateurs  | Série |
| ----- | ---------- | ----------- | -------- | --------------------------- | ------------------- | ------------------ | ------------------ | ----- |
| 1     | 2 juillet  | Sacramento  | D 68-86  | Gui Santos (23)             | Gui Santos (6)      | Ledoux, Willis (2) | Chase Center 8 913 | 0 - 1 |
| 2     | 3 juillet  | L.A. Lakers | D 77-100 | Lester Quiñones (19)        | Lester Quiñones (5) | Selom Mawugbe (6)  | Chase Center 9 178 | 0 - 2 |
| 3     | 5 juillet  | Miami       | D 70-94  | Quinndary Weatherspoon (14) | Kalob Ledoux (4)    | Gui Santos (5)     | Chase Center 0     | 0 - 3 |

| Match | Date match | Équipe        | Score    | Meilleur marqueur     | Meilleur rebondeur    | Meilleur passeur     | Lieux Spectateurs      | Série |
| ----- | ---------- | ------------- | -------- | --------------------- | --------------------- | -------------------- | ---------------------- | ----- |
| 1     | 8 juillet  | New York      | D 88-101 | Moses Moody (34)      | Jarrod Uthoff (10)    | Trois joueurs (3)    | Thomas & Mack Center 0 | 0 - 1 |
| 2     | 10 juillet | San Antonio   | V 86-85  | Jonathan Kuminga (28) | Jonathan Kuminga (7)  | Mac McClung (6)      | Thomas & Mack Center 0 | 1 - 1 |
| 3     | 12 juillet | Boston        | D 92-103 | Jonathan Kuminga (29) | Gui Santos (8)        | Mac McClung (5)      | Cox Pavilion 0         | 1 - 2 |
| 4     | 15 juillet | Oklahoma City | D 82-90  | Jonathan Kuminga (16) | Quiñones, Wiseman (7) | Jonathan Kuminga (5) | Thomas & Mack Center 0 | 1 - 3 |
| 5     | 17 juillet | Washington    | D 77-87  | Mac McClung (14)      | Yudai Baba (9)        | Mac McClung (6)      | Thomas & Mack Center 0 | 1 - 4 |

### Pré-saison
| Pré-saison Total: 3-2 (Domicile : 2-2; Extérieur : 1-0) |

| Match | Date match   | Équipe      | Score     | Meilleur marqueur      | Meilleur rebondeur   | Meilleur passeur      | Lieux Spectateurs          | Série |
| ----- | ------------ | ----------- | --------- | ---------------------- | -------------------- | --------------------- | -------------------------- | ----- |
| 1     | 30 septembre | Washington  | V 96-87   | James Wiseman (20)     | James Wiseman (9)    | Jonathan Kuminga (3)  | Saitama Super Arena 20 497 | 1 - 0 |
| 2     | 2 octobre    | Washington  | V 104-95  | Stephen Curry (17)     | Kevon Looney (7)     | Draymond Green (5)    | Saitama Super Arena 20 647 | 2 - 0 |
| 3     | 9 octobre    | L.A. Lakers | D 121-124 | Jordan Poole (25)      | Jonathan Kuminga (8) | Jordan Poole (6)      | Chase Center 18 064        | 2 - 1 |
| 4     | 11 octobre   | Portland    | V 131-98  | J. Green, Moody (20)   | JaMychal Green (8)   | Donte DiVincenzo (10) | Chase Center 18 064        | 3 - 1 |
| 5     | 14 octobre   | Denver      | D 112-119 | Kuminga, Thompson (17) | Kuminga, Wiseman (6) | Jonathan Kuminga (7)  | Chase Center 0             | 3 - 2 |

### Saison régulière
| Saison régulière Total: 44-38 (Domicile : 33-8; Extérieur : 11-30) |

| Match | Date match | Équipe      | Score          | Meilleur marqueur  | Meilleur rebondeur    | Meilleur passeur   | Lieux Spectateurs           | Série |
| ----- | ---------- | ----------- | -------------- | ------------------ | --------------------- | ------------------ | --------------------------- | ----- |
| 1     | 18 octobre | L.A. Lakers | V 123-109      | Stephen Curry (33) | J. Green, Wiseman (7) | Curry, Poole (7)   | Chase Center 18 064         | 1 - 0 |
| 2     | 21 octobre | Denver      | D 123-128      | Stephen Curry (34) | Andrew Wiggins (8)    | Draymond Green (9) | Chase Center 18 064         | 1 - 1 |
| 3     | 23 octobre | Sacramento  | V 130-125      | Stephen Curry (33) | Kevon Looney (8)      | Kevon Looney (6)   | Chase Center 18 064         | 2 - 1 |
| 4     | 25 octobre | Phoenix     | D 105-134      | Stephen Curry (21) | Draymond Green (8)    | Stephen Curry (8)  | Footprint Center 0          | 2 - 2 |
| 5     | 27 octobre | Miami       | V 123-110      | Stephen Curry (33) | Andrew Wiggins (10)   | Stephen Curry (9)  | Chase Center 18 064         | 3 - 2 |
| 6     | 29 octobre | Charlotte   | D 113-120 (OT) | Stephen Curry (31) | Stephen Curry (11)    | Curry, Green (6)   | Spectrum Center 19 079      | 3 - 3 |
| 7     | 30 octobre | Détroit     | D 114-128      | Stephen Curry (32) | Kevon Looney (9)      | Draymond Green (7) | Little Caesars Arena 20 190 | 3 - 4 |

| Match | Date match   | Équipe              | Score     | Meilleur marqueur   | Meilleur rebondeur    | Meilleur passeur     | Lieux Spectateurs               | Série   |
| ----- | ------------ | ------------------- | --------- | ------------------- | --------------------- | -------------------- | ------------------------------- | ------- |
| 8     | 1er novembre | Miami               | D 109-116 | Stephen Curry (23)  | Stephen Curry (13)    | Stephen Curry (13)   | FTX Arena 19 600                | 3 - 5   |
| 9     | 3 novembre   | Orlando             | D 129-130 | Stephen Curry (39)  | Kevon Looney (7)      | Stephen Curry (9)    | Amway Center 18 846             | 3 - 6   |
| 10    | 4 novembre   | La Nouvelle-Orléans | D 105-114 | Jordan Poole (20)   | Jerome, Wiseman (6)   | Jordan Poole (9)     | Smoothie King Center 18 451     | 3 - 7   |
| 11    | 7 novembre   | Sacramento          | V 116-113 | Stephen Curry (47)  | Kevon Looney (13)     | Stephen Curry (8)    | Chase Center 18 064             | 4 - 7   |
| 12    | 11 novembre  | Cleveland           | V 106-101 | Stephen Curry (40)  | Green, Looney (9)     | Draymond Green (13)  | Chase Center 18 064             | 5 - 7   |
| 13    | 13 novembre  | Sacramento          | D 115-122 | Stephen Curry (27)  | Kevon Looney (10)     | Draymond Green (11)  | Golden 1 Center 16 410          | 5 - 8   |
| 14    | 14 novembre  | San Antonio         | V 132-95  | Jordan Poole (36)   | Draymond Green (7)    | Draymond Green (6)   | Chase Center 18 064             | 6 - 8   |
| 15    | 16 novembre  | Phoenix             | D 119-130 | Stephen Curry (50)  | Stephen Curry (9)     | Green, Poole (8)     | Footprint Center 17 071         | 6 - 9   |
| 16    | 18 novembre  | New York            | V 111-101 | Stephen Curry (24)  | Draymond Green (9)    | Stephen Curry (10)   | Chase Center 18 064             | 7 - 9   |
| 17    | 20 novembre  | Houston             | V 127-120 | Klay Thompson (41)  | Kevon Looney (7)      | Stephen Curry (15)   | Toyota Center 18 055            | 8 - 9   |
| 18    | 21 novembre  | La Nouvelle-Orléans | D 83-128  | Jordan Poole (26)   | JaMychal Green (8)    | DiVincenzo, Lamb (5) | Smoothie King Center 18 589     | 8 - 10  |
| 19    | 23 novembre  | L.A. Clippers       | V 124-107 | Andrew Wiggins (31) | Green, Lamb (7)       | Draymond Green (12)  | Chase Center 18 064             | 9 - 10  |
| 20    | 25 novembre  | Utah                | V 129-118 | Stephen Curry (33)  | Kevon Looney (12)     | Jordan Poole (6)     | Chase Center 18 064             | 10 - 10 |
| 21    | 27 novembre  | Minnesota           | V 137-114 | Stephen Curry (25)  | Stephen Curry (11)    | Draymond Green (11)  | Target Center 17 136            | 11 - 10 |
| 22    | 29 novembre  | Dallas              | D 113-116 | Stephen Curry (32)  | Jonathan Kuminga (10) | Jordan Poole (9)     | American Airlines Center 20 277 | 11 - 11 |

| Match | Date match  | Équipe       | Score     | Meilleur marqueur   | Meilleur rebondeur      | Meilleur passeur      | Lieux Spectateurs              | Série   |
| ----- | ----------- | ------------ | --------- | ------------------- | ----------------------- | --------------------- | ------------------------------ | ------- |
| 23    | 2 décembre  | Chicago      | V 119-111 | Jordan Poole (30)   | Kevon Looney (12)       | Draymond Green (10)   | Chase Center 18 064            | 12 - 11 |
| 24    | 3 décembre  | Houston      | V 120-101 | Andrew Wiggins (36) | Kevon Looney (12)       | Stephen Curry (10)    | Chase Center 18 064            | 13 - 11 |
| 25    | 5 décembre  | Indiana      | D 104-112 | Klay Thompson (28)  | Draymond Green (9)      | Stephen Curry (6)     | Chase Center 18 064            | 13 - 12 |
| 26    | 7 décembre  | Utah         | D 123-124 | Jordan Poole (36)   | DiVincenzo, Looney (9)  | Jordan Poole (8)      | Vivint Smart Home Arena 18 206 | 13 - 13 |
| 27    | 10 décembre | Boston       | V 123-107 | Klay Thompson (34)  | Kevon Looney (15)       | Stephen Curry (7)     | Chase Center 18 064            | 14 - 13 |
| 28    | 13 décembre | Milwaukee    | D 111-128 | Stephen Curry (20)  | Kevon Looney (8)        | Draymond Green (7)    | Fiserv Forum 17 628            | 14 - 14 |
| 29    | 14 décembre | Indiana      | D 119-125 | Stephen Curry (38)  | DiVincenzo, Kuminga (8) | Stephen Curry (7)     | Gainbridge Fieldhouse 15 069   | 14 - 15 |
| 30    | 16 décembre | Philadelphie | D 106-118 | Jordan Poole (29)   | Kevon Looney (11)       | Kevon Looney (9)      | Wells Fargo Center 20 567      | 14 - 16 |
| 31    | 18 décembre | Toronto      | V 126-110 | Jordan Poole (43)   | Kevon Looney (11)       | DiVincenzo, Poole (6) | Scotiabank Arena 19 800        | 15 - 16 |
| 32    | 20 décembre | New York     | D 94-132  | Jordan Poole (26)   | Kevon Looney (6)        | Draymond Green (6)    | Madison Square Garden 19 812   | 15 - 17 |
| 33    | 21 décembre | Brooklyn     | D 113-143 | James Wiseman (30)  | Kevon Looney (7)        | Ty Jerome (7)         | Barclays Center 18 026         | 15 - 18 |
| 34    | 25 décembre | Memphis      | V 123-109 | Jordan Poole (32)   | Draymond Green (13)     | Draymond Green (13)   | Chase Center 18 064            | 16 - 18 |
| 35    | 27 décembre | Charlotte    | V 110-105 | Klay Thompson (29)  | Draymond Green (10)     | Donte DiVincenzo (7)  | Chase Center 18 064            | 17 - 18 |
| 36    | 28 décembre | Utah         | V 112-107 | Jordan Poole (26)   | Kevon Looney (12)       | Green, Looney (5)     | Chase Center 18 064            | 18 - 18 |
| 37    | 30 décembre | Portland     | V 118-112 | Jordan Poole (41)   | Green, Looney (11)      | Kuminga, Poole (6)    | Chase Center 18 064            | 19 - 18 |

| Match | Date match | Équipe          | Score           | Meilleur marqueur  | Meilleur rebondeur   | Meilleur passeur       | Lieux Spectateurs                 | Série   |
| ----- | ---------- | --------------- | --------------- | ------------------ | -------------------- | ---------------------- | --------------------------------- | ------- |
| 38    | 2 janvier  | Atlanta         | V 143-141 (2OT) | Klay Thompson (54) | Kevon Looney (20)    | Draymond Green (11)    | Chase Center 18 064               | 20 - 18 |
| 39    | 4 janvier  | Détroit         | D 119-122       | Klay Thompson (30) | Kevon Looney (15)    | Draymond Green (7)     | Chase Center 18 064               | 20 - 19 |
| 40    | 7 janvier  | Orlando         | D 101-115       | Anthony Lamb (26)  | Kevon Looney (12)    | Green, Poole (6)       | Chase Center 18 064               | 20 - 20 |
| 41    | 10 janvier | Phoenix         | D 113-125       | Klay Thompson (29) | Draymond Green (12)  | Green, Poole (6)       | Chase Center 18 064               | 20 - 21 |
| 42    | 13 janvier | @ San Antonio   | V 144-113       | Jordan Poole (25)  | Draymond Green (12)  | Jordan Poole (6)       | Alamodome 68 323                  | 21 - 21 |
| 43    | 15 janvier | @ Chicago       | D 118-132       | Klay Thompson (26) | Stephen Curry (10)   | Draymond Green (7)     | United Center 20 139              | 21 - 22 |
| 44    | 16 janvier | @ Washington    | V 127-118       | Jordan Poole (32)  | Kevon Looney (9)     | Draymond Green (10)    | Capital One Arena 20 476          | 22 - 22 |
| 45    | 19 janvier | @ Boston        | D 118-121 (OT)  | Stephen Curry (29) | Draymond Green (13)  | Draymond Green (9)     | TD Garden 19 156                  | 22 - 23 |
| 46    | 20 janvier | @ Cleveland     | V 120-114       | Jordan Poole (32)  | Kevon Looney (17)    | Ty Jerome (8)          | Rocket Mortgage FieldHouse 19 432 | 23 - 23 |
| 47    | 22 janvier | Brooklyn        | D 116-120       | Stephen Curry (26) | Draymond Green (11)  | Donte DiVincenzo (8)   | Chase Center 18 064               | 23 - 24 |
| 48    | 25 janvier | Memphis         | V 122-120       | Stephen Curry (34) | Draymond Green (13)  | Green, Poole (7)       | Chase Center 18 064               | 24 - 24 |
| 49    | 27 janvier | Toronto         | V 129-117       | Stephen Curry (35) | Looney, Thompson (8) | Curry, DiVincenzo (11) | Chase Center 18 064               | 25 - 24 |
| 50    | 30 janvier | @ Oklahoma City | V 128-120       | Stephen Curry (38) | Draymond Green (35)  | Curry, Green (12)      | Paycom Center 16 854              | 26 - 24 |

| Match                  | Date match  | Équipe          | Score          | Meilleur marqueur   | Meilleur rebondeur  | Meilleur passeur      | Lieux Spectateurs       | Série   |
| ---------------------- | ----------- | --------------- | -------------- | ------------------- | ------------------- | --------------------- | ----------------------- | ------- |
| 51                     | 1er février | @ Minnesota     | D 114-119 (OT) | Stephen Curry (29)  | Draymond Green (12) | DiVincenzo, Poole (5) | Target Center 17 136    | 26 - 25 |
| 52                     | 2 février   | @ Denver        | D 117-134      | Stephen Curry (28)  | Andrew Wiggins (10) | Curry, Poole (5)      | Ball Arena 19 555       | 26 - 26 |
| 53                     | 4 février   | Dallas          | V 119-113      | Stephen Curry (21)  | Draymond Green (9)  | Draymond Green (9)    | Chase Center 18 064     | 27 - 26 |
| 54                     | 6 février   | Oklahoma City   | V 141-114      | Klay Thompson (42)  | Kevon Looney (11)   | Jordan Poole (12)     | Chase Center 18 064     | 28 - 26 |
| 55                     | 8 février   | @ Portland      | D 122-125      | Jordan Poole (38)   | Andrew Wiggins (10) | Green, Poole (7)      | Moda Center 18 450      | 28 - 27 |
| 56                     | 11 février  | L.A. Lakers     | D 103-109      | Jordan Poole (29)   | Kevon Looney (13)   | Draymond Green (10)   | Chase Center 18 064     | 28 - 28 |
| 57                     | 13 février  | Washington      | V 135-126      | Andrew Wiggins (29) | Kevon Looney (13)   | Ty Jerome (7)         | Chase Center 18 064     | 29 - 28 |
| 58                     | 14 février  | @ L.A. Clippers | D 124-134      | Jordan Poole (28)   | Kevon Looney (14)   | Draymond Green (7)    | Crypto.com Arena 16 741 | 29 - 29 |
| NBA All-Star Game 2023 |             |                 |                |                     |                     |                       |                         |         |
| 59                     | 23 février  | @ L.A. Lakers   | D 111-124      | Klay Thompson (22)  | Kevon Looney (15)   | Green, Kuminga (5)    | Crypto.com Arena 18 997 | 29 - 30 |
| 60                     | 24 février  | Houston         | V 116-101      | Klay Thompson (42)  | Kevon Looney (13)   | Jordan Poole (8)      | Chase Center 18 064     | 30 - 30 |
| 61                     | 26 février  | Minnesota       | V 109-104      | Klay Thompson (32)  | Kevon Looney (17)   | Donte DiVincenzo (5)  | Chase Center 18 064     | 31 - 30 |
| 62                     | 28 février  | Portland        | V 123-105      | Jordan Poole (29)   | Draymond Green (9)  | Draymond Green (8)    | Chase Center 18 064     | 32 - 30 |

| Match | Date match | Équipe              | Score          | Meilleur marqueur     | Meilleur rebondeur        | Meilleur passeur      | Lieux Spectateurs               | Série   |
| ----- | ---------- | ------------------- | -------------- | --------------------- | ------------------------- | --------------------- | ------------------------------- | ------- |
| 63    | 2 mars     | L.A. Clippers       | V 115-91       | Jordan Poole (34)     | DiVincenzo, Thompson (11) | Draymond Green (9)    | Chase Center 18 064             | 33 - 30 |
| 64    | 3 mars     | La Nouvelle-Orléans | V 108-99       | Klay Thompson (27)    | Kevon Looney (11)         | Jordan Poole (7)      | Chase Center 18 064             | 34 - 30 |
| 65    | 5 mars     | @ L.A. Lakers       | D 105-113      | Stephen Curry (27)    | Draymond Green (8)        | Curry, DiVincenzo (6) | Crypto.com Arena 18 997         | 34 - 31 |
| 66    | 7 mars     | @ Oklahoma City     | D 128-137      | Stephen Curry (40)    | Curry, DiVincenzo (6)     | Draymond Green (11)   | Paycom Center 16 142            | 34 - 32 |
| 67    | 9 mars     | @ Memphis           | D 110-131      | Stephen Curry (29)    | Curry, Looney (7)         | Draymond Green (7)    | FedExForum 17 794               | 34 - 33 |
| 68    | 11 mars    | Milwaukee           | V 125-116 (OT) | Stephen Curry (36)    | Kevon Looney (15)         | Draymond Green (9)    | Chase Center 18 064             | 35 - 33 |
| 69    | 13 mars    | Phoenix             | V 123-112      | Klay Thompson (38)    | Kevon Looney (10)         | Jordan Poole (6)      | Chase Center 18 064             | 36 - 33 |
| 70    | 15 mars    | @ L.A. Clippers     | D 126-134      | Stephen Curry (50)    | Kevon Looney (13)         | Stephen Curry (6)     | Crypto.com Arena 19 068         | 36 - 34 |
| 71    | 17 mars    | @ Atlanta           | D 119-127      | Stephen Curry (31)    | Kevon Looney (16)         | Donte DiVincenzo (6)  | State Farm Arena 18 201         | 36 - 35 |
| 72    | 18 mars    | @ Memphis           | D 119-133      | Jonathan Kuminga (24) | Curry, Kuminga (8)        | Donte DiVincenzo (7)  | FedExForum 18 396               | 36 - 36 |
| 73    | 20 mars    | @ Houston           | V 121-108      | Stephen Curry (30)    | Kevon Looney (10)         | Jordan Poole (8)      | Toyota Center 16 116            | 37 - 36 |
| 74    | 22 mars    | @ Dallas            | V 127-125      | Jonathan Kuminga (22) | Kevon Looney (12)         | Stephen Curry (13)    | American Airlines Center 20 377 | 38 - 36 |
| 75    | 24 mars    | Philadelphie        | V 120-112      | Stephen Curry (29)    | Kevon Looney (10)         | Draymond Green (10)   | Chase Center 18 064             | 39 - 36 |
| 76    | 26 mars    | Minnesota           | D 96-99        | Jordan Poole (27)     | Green, Looney (7)         | Stephen Curry (9)     | Chase Center 18 064             | 39 - 37 |
| 77    | 28 mars    | La Nouvelle-Orléans | V 120-109      | Stephen Curry (39)    | Curry, Looney (8)         | Draymond Green (13)   | Chase Center 18 064             | 40 - 37 |
| 78    | 31 mars    | San Antonio         | V 130-115      | Stephen Curry (33)    | Kevon Looney (9)          | Draymond Green (11)   | Chase Center 18 064             | 41 - 37 |

| Match | Date match | Équipe        | Score     | Meilleur marqueur  | Meilleur rebondeur    | Meilleur passeur     | Lieux Spectateurs      | Série   |
| ----- | ---------- | ------------- | --------- | ------------------ | --------------------- | -------------------- | ---------------------- | ------- |
| 79    | 2 avril    | @ Denver      | D 110-112 | Klay Thompson (25) | Kevon Looney (14)     | Draymond Green (7)   | Ball Arena 19 752      | 41 - 38 |
| 80    | 4 avril    | Oklahoma City | V 136-125 | Stephen Curry (34) | Kevon Looney (11)     | Stephen Curry (6)    | Chase Center 18 064    | 42 - 38 |
| 81    | 7 avril    | @ Sacramento  | V 119-97  | Klay Thompson (29) | Kevon Looney (16)     | Donte DiVincenzo (9) | Golden 1 Center 18 253 | 43 - 38 |
| 82    | 9 avril    | @ Portland    | V 157-101 | Stephen Curry (26) | Looney, Payton II (8) | Donte DiVincenzo (8) | Moda Center 19 731     | 44 - 38 |

### Playoffs
| Playoffs Total: 6-7 (Domicile : 4-2; Extérieur : 2-5) |

| Match | Date match | Équipe       | Score     | Meilleur marqueur  | Meilleur rebondeur   | Meilleur passeur    | Lieux Spectateurs      | Série |
| ----- | ---------- | ------------ | --------- | ------------------ | -------------------- | ------------------- | ---------------------- | ----- |
| 1     | 15 avril   | @ Sacramento | D 123-126 | Stephen Curry (30) | D. Green, Looney (9) | Draymond Green (11) | Golden 1 Center 18 253 | 0 - 1 |
| 2     | 17 avril   | @ Sacramento | D 106-114 | Stephen Curry (28) | Kevon Looney (7)     | Stephen Curry (6)   | Golden 1 Center 18 253 | 0 - 2 |
| 3     | 20 avril   | Sacramento   | V 114-97  | Stephen Curry (36) | Kevon Looney (20)    | Kevon Looney (9)    | Chase Center 18 064    | 1 - 2 |
| 4     | 23 avril   | Sacramento   | V 126-125 | Stephen Curry (32) | Kevon Looney (14)    | Draymond Green (7)  | Chase Center 18 064    | 2 - 2 |
| 5     | 26 avril   | @ Sacramento | V 123-116 | Stephen Curry (31) | Kevon Looney (22)    | Stephen Curry (8)   | Golden 1 Center 18 253 | 3 - 2 |
| 6     | 28 avril   | Sacramento   | D 99-118  | Stephen Curry (29) | Kevon Looney (13)    | Draymond Green (10) | Chase Center 18 064    | 3 - 3 |
| 7     | 30 avril   | @ Sacramento | V 120-100 | Stephen Curry (50) | Kevon Looney (21)    | Draymond Green (8)  | Golden 1 Center 18 253 | 4 - 3 |

| Match | Date match | Équipe        | Score     | Meilleur marqueur  | Meilleur rebondeur  | Meilleur passeur    | Lieux Spectateurs       | Série |
| ----- | ---------- | ------------- | --------- | ------------------ | ------------------- | ------------------- | ----------------------- | ----- |
| 1     | 2 mai      | L.A. Lakers   | D 112-117 | Stephen Curry (27) | Kevon Looney (23)   | Draymond Green (7)  | Chase Center 18 064     | 0 - 1 |
| 2     | 4 mai      | L.A. Lakers   | V 127-100 | Klay Thompson (30) | Draymond Green (11) | Stephen Curry (12)  | Chase Center 18 064     | 1 - 1 |
| 3     | 6 mai      | @ L.A. Lakers | D 97-127  | Stephen Curry (23) | Andrew Wiggins (9)  | Jordan Poole (6)    | Crypto.com Arena 18 997 | 1 - 2 |
| 4     | 8 mai      | @ L.A. Lakers | D 101-104 | Stephen Curry (31) | Curry, Green (10)   | Stephen Curry (14)  | Crypto.com Arena 18 997 | 1 - 3 |
| 5     | 10 mai     | L.A. Lakers   | V 121-106 | Stephen Curry (27) | Draymond Green (10) | Stephen Curry (8)   | Chase Center 18 064     | 2 - 3 |
| 6     | 12 mai     | @ L.A. Lakers | D 101-122 | Stephen Curry (32) | Kevon Looney (18)   | Curry, Thompson (5) | Crypto.com Arena 18 997 | 2 - 4 |

### Confrontations en saison régulière
| Conférence Est      | Conférence Est                             | Conférence Est                             | Conférence Ouest                           | Conférence Ouest                           | Conférence Ouest                           | Conférence Ouest                           | Conférence Ouest                           |
| Division Atlantique | Division Atlantique                        | Division Atlantique                        | Division Nord-Ouest                        | Division Nord-Ouest                        | Division Nord-Ouest                        | Division Nord-Ouest                        | Division Nord-Ouest                        |
| Équipe              | Domicile                                   | Extérieur                                  | Équipe                                     | Domicile                                   | Domicile                                   | Extérieur                                  | Extérieur                                  |
| ------------------- | ------------------------------------------ | ------------------------------------------ | ------------------------------------------ | ------------------------------------------ | ------------------------------------------ | ------------------------------------------ | ------------------------------------------ |
| Boston              | 123-107                                    | 118-121 (OT)                               | Denver                                     | 123-128                                    |                                            | 117-134                                    | 110-112                                    |
| Brooklyn            | 116-120                                    | 113-143                                    | Minnesota                                  | 109-104                                    | 96-99                                      | 137-114                                    | 114-119 (OT)                               |
| New York            | 111-101                                    | 94-132                                     | Oklahoma City                              | 141-114                                    | 119-97                                     | 128-120                                    | 128-137                                    |
| Philadelphie        | 120-112                                    | 106-118                                    | Portland                                   | 118-112                                    | 123-105                                    | 122-125                                    | 157-101                                    |
| Toronto             | 129-117                                    | 126-110                                    | Utah                                       | 129-118                                    | 112-107                                    | 123-124                                    |                                            |
| Division            | 5-5 (Domicile : 4-1; Extérieur : 1-4)      | 5-5 (Domicile : 4-1; Extérieur : 1-4)      | Division                                   | 10-8 (Domicile : 7-2; Extérieur : 3-6)     | 10-8 (Domicile : 7-2; Extérieur : 3-6)     | 10-8 (Domicile : 7-2; Extérieur : 3-6)     | 10-8 (Domicile : 7-2; Extérieur : 3-6)     |
| Division Centrale   | Division Centrale                          | Division Centrale                          | Division Pacifique                         | Division Pacifique                         | Division Pacifique                         | Division Pacifique                         | Division Pacifique                         |
| Équipe              | Domicile                                   | Extérieur                                  | Équipe                                     | Domicile                                   | Domicile                                   | Extérieur                                  | Extérieur                                  |
| Chicago             | 119-111                                    | 118-132                                    |                                            |                                            |                                            |                                            |                                            |
| Cleveland           | 106-101                                    | 120-114                                    | L.A. Clippers                              | 124-107                                    | 115-91                                     | 124-134                                    | 126-134                                    |
| Detroit             | 119-122                                    | 114-128                                    | L.A. Lakers                                | 123-109                                    | 103-109                                    | 111-124                                    | 105-123                                    |
| Indiana             | 104-112                                    | 119-125                                    | Phoenix                                    | 113-125                                    | 123-112                                    | 105-134                                    | 119-130                                    |
| Milwaukee           | 125-116 (OT)                               | 111-128                                    | Sacramento                                 | 130-125                                    | 116-113                                    | 115-122                                    | 119-97                                     |
| Division            | 4-6 (Domicile : 3-2; Extérieur : 1-4)      | 4-6 (Domicile : 3-2; Extérieur : 1-4)      | Division                                   | 7-9 (Domicile : 6-2; Extérieur : 1-7)      | 7-9 (Domicile : 6-2; Extérieur : 1-7)      | 7-9 (Domicile : 6-2; Extérieur : 1-7)      | 7-9 (Domicile : 6-2; Extérieur : 1-7)      |
| Division Sud-Est    | Division Sud-Est                           | Division Sud-Est                           | Division Sud-Ouest                         | Division Sud-Ouest                         | Division Sud-Ouest                         | Division Sud-Ouest                         | Division Sud-Ouest                         |
| Équipe              | Domicile                                   | Extérieur                                  | Équipe                                     | Domicile                                   | Domicile                                   | Extérieur                                  | Extérieur                                  |
| Atlanta             | 143-141 (2OT)                              | 119-127                                    | Dallas                                     | 119-113                                    |                                            | 113-116                                    | 127-125                                    |
| Charlotte           | 110-105                                    | 113-120 (OT)                               | Houston                                    | 120-101                                    | 116-101                                    | 127-120                                    | 121-108                                    |
| Miami               | 123-110                                    | 109-116                                    | Memphis                                    | 123-109                                    | 122-120                                    | 110-131                                    | 119-133                                    |
| Orlando             | 101-115                                    | 129-130                                    | New Orleans                                | 108-99                                     | 120-109                                    | 105-114                                    | 83-128                                     |
| Washington          | 135-126                                    | 127-118                                    | San Antonio                                | 132-95                                     | 130-115                                    | 144-113                                    |                                            |
| Division            | 5-5 (Domicile : 4-1; Extérieur : 1-4)      | 5-5 (Domicile : 4-1; Extérieur : 1-4)      | Division                                   | 13-5 (Domicile : 9-0; Extérieur : 4-5)     | 13-5 (Domicile : 9-0; Extérieur : 4-5)     | 13-5 (Domicile : 9-0; Extérieur : 4-5)     | 13-5 (Domicile : 9-0; Extérieur : 4-5)     |
| Conférence          | 14-16 (Domicile : 11-4; Extérieur : 3-12)  | 14-16 (Domicile : 11-4; Extérieur : 3-12)  | Conférence                                 | 30-22 (Domicile : 22-4; Extérieur : 8-18)  | 30-22 (Domicile : 22-4; Extérieur : 8-18)  | 30-22 (Domicile : 22-4; Extérieur : 8-18)  | 30-22 (Domicile : 22-4; Extérieur : 8-18)  |
| Total               | 44-38 (Domicile : 33-8; Extérieur : 11-30) | 44-38 (Domicile : 33-8; Extérieur : 11-30) | 44-38 (Domicile : 33-8; Extérieur : 11-30) | 44-38 (Domicile : 33-8; Extérieur : 11-30) | 44-38 (Domicile : 33-8; Extérieur : 11-30) | 44-38 (Domicile : 33-8; Extérieur : 11-30) | 44-38 (Domicile : 33-8; Extérieur : 11-30) |

## Classements
| Conférence Ouest | Conférence Ouest                     | Conférence Ouest | Conférence Ouest | Conférence Ouest | Conférence Ouest | Conférence Ouest | Conférence Ouest |
| No               | Franchise                            | Vic.             | Def.             | MJ               | V/D              | GB               |                  |
| ---------------- | ------------------------------------ | ---------------- | ---------------- | ---------------- | ---------------- | ---------------- | ---------------- |
| 1                | c - Nuggets de Denver                | 53               | 29               | 82               | .646             | -                |                  |
| 2                | y - Grizzlies de Memphis             | 51               | 31               | 82               | .622             | 2                |                  |
| 3                | y - Kings de Sacramento              | 48               | 34               | 82               | .585             | 5                |                  |
| 4                | x - Suns de Phoenix                  | 45               | 37               | 82               | .549             | 8                |                  |
| 5                | x - Clippers de Los Angeles          | 44               | 38               | 82               | .537             | 9                |                  |
| 6                | x - Warriors de Golden State         | 44               | 38               | 82               | .537             | 9                |                  |
|                  |                                      |                  |                  |                  |                  |                  |                  |
| 7                | x - Lakers de Los Angeles            | 43               | 39               | 82               | .524             | 10               |                  |
| 8                | x - Timberwolves du Minnesota        | 42               | 40               | 82               | .512             | 11               |                  |
| 9                | pi - Pelicans de La Nouvelle-Orléans | 42               | 40               | 82               | .512             | 11               |                  |
| 10               | pi - Thunder d'Oklahoma City         | 40               | 42               | 82               | .488             | 13               |                  |
|                  |                                      |                  |                  |                  |                  |                  |                  |
| 11               | o - Mavericks de Dallas              | 38               | 44               | 82               | .463             | 15               |                  |
| 12               | o - Jazz de l'Utah                   | 37               | 45               | 82               | .451             | 16               |                  |
| 13               | o - Trail Blazers de Portland        | 33               | 49               | 82               | .402             | 20               |                  |
| 14               | o - Rockets de Houston               | 22               | 60               | 82               | .268             | 31               |                  |
| 15               | o - Spurs de San Antonio             | 22               | 60               | 82               | .268             | 31               |                  |

| Division Pacifique           | V  | D  | MJ | V/D  | GB | Dom   | Ext   | Div  |
| ---------------------------- | -- | -- | -- | ---- | -- | ----- | ----- | ---- |
| y - Kings de Sacramento      | 48 | 34 | 82 | .585 | –  | 23-18 | 25-16 | 9-7  |
| x - Suns de Phoenix          | 45 | 37 | 82 | .549 | 3  | 28-13 | 17-24 | 9-7  |
| x - Clippers de Los Angeles  | 44 | 38 | 82 | .537 | 4  | 23-18 | 21-20 | 9-7  |
| x - Warriors de Golden State | 44 | 38 | 82 | .537 | 4  | 33-8  | 11-30 | 7-9  |
| pi - Lakers de Los Angeles   | 43 | 39 | 82 | .524 | 5  | 23-18 | 20-21 | 6-10 |